# Glen Rock (Pensilvânia)
Glen Rock é um distrito localizado no estado norte-americano de Pensilvânia, no Condado de York.

## Demografia
Segundo o censo norte-americano de 2000, a sua população era de 1809 habitantes.
Em 2006, foi estimada uma população de 1844, um aumento de 35 (1.9%).

## Geografia
De acordo com o United States Census Bureau tem uma área de
2,0 km², dos quais 2,0 km² cobertos por terra e 0,0 km² cobertos por água. Glen Rock localiza-se a aproximadamente 164 m acima do nível do mar.

## Localidades na vizinhança
O diagrama seguinte representa as localidades num raio de 8 km ao redor de Glen Rock.